# Battleground
Battleground – drugi album brytyjskiej grupy The Wanted, który został wydany przez wytwórnię Island 4 listopada 2011. W Wielkiej Brytanii album zadebiutował na piątej pozycji UK Albums Chart, rozchodząc się w 47,530 egzemplarzy w pierwszym tygodniu. Płytę promowały cztery single, z których trzy znalazły się w pierwszej piątce UK Singles Chart. Krążek rozszedł się w ponad 104,000 kopii zdobywając status złotej płyty w Wielkiej Brytanii.

## Track lista
| #   | Tytuł                   | Autor tekstu                                                                | Producent             | Długość |
| --- | ----------------------- | --------------------------------------------------------------------------- | --------------------- | ------- |
| 1.  | "Glad You Came"         | Steve Mac, Wayne Hector, Ed Drewett                                         | Mac                   | 3:18    |
| 2.  | "Lightning"             | Mac, Hector, Drewett                                                        | Mac                   | 3:26    |
| 3.  | "Warzone"               | Jack McManus, Harry Sommerdahl, Max George, Nathan Sykes                    | Phat Fabe, Sommerdahl | 3:38    |
| 4.  | "Invincible"            | Fabian Torsson, MacManus, Max George, Nathan Sykes                          | Torsson, MacManus     | 3:09    |
| 5.  | "Last to Know"          | Heather Bright, Pär Westerlund, Joakim Olovsson, Björn Olovsson             | Paro, Tortuga         | 3:34    |
| 6.  | "I'll Be Your Strength" | Brian Higgins, Uzoechi Emenike, Matt Gray, Owen Parker, Miranda Cooper, Jay | Xenomania             | 3:25    |
| 7.  | "Rocket"                | Diane Warren                                                                | Warren                | 3:15    |
| 8.  | "I Want It All"         | Guy Chambers, Siva Kaneswaran, Daniel Kaneswaran                            | Chambers              | 3:21    |
| 9.  | "The Weekend"           | Tom Parker, Nathan Sykes, Chris Young                                       | Young                 | 3:08    |
| 10. | "Lie To Me"             | Tom Parker, Eliot Kennedy, Nina Woodford,                                   | Kennedy               | 3:44    |
| 11. | "Gold Forever"          | Mac, Hector, Claude Kelly                                                   | Steve Mac             | 3:58    |

| #   | Tytuł            | Autor tekstu                                    | Producent             | Długość |
| --- | ---------------- | ----------------------------------------------- | --------------------- | ------- |
| 12. | "Dagger"         | Andrew Frampton, Kaneswaran, Sykes              | Frampton              | 3:49    |
| 13. | "Rock Your Body" | Young                                           | Young                 | 3:54    |
| 14. | "Turn It Off"    | McGuiness, Kaneswaran, Sommerdahl, Britt Burton | Phat Fabe, Sommerdahl | 3:33    |
| 15. | "Where I Belong" | Kaneswaran, Kennedy, Jayawardena                | Kennedy               | 4:07    |

## Notowania i certyfikaty
| Lista (2011)         | Najwyższa pozycja |
| -------------------- | ----------------- |
| Irish Albums Chart   | 4                 |
| Spanish Albums Chart | 56                |
| UK Albums Chart      | 5                 |

| Państwo               | Certyfikat |
| --------------------- | ---------- |
| Wielka Brytania (BPI) | [ 8 ]      |

## Historia wydania
| Kraj            | Data              | Format               | Wytwórnia       |
| --------------- | ----------------- | -------------------- | --------------- |
| Irlandia        | 4 listopada 2011  | CD, digital download | Island Records  |
| Wielka Brytania | 7 listopada 2011  | CD, digital download | Island Records  |
| Brazylia        | 22 listopada 2011 | CD, digital download | Universal Music |